# حمایت چهره‌ها از خیزش ۱۴۰۱ ایران

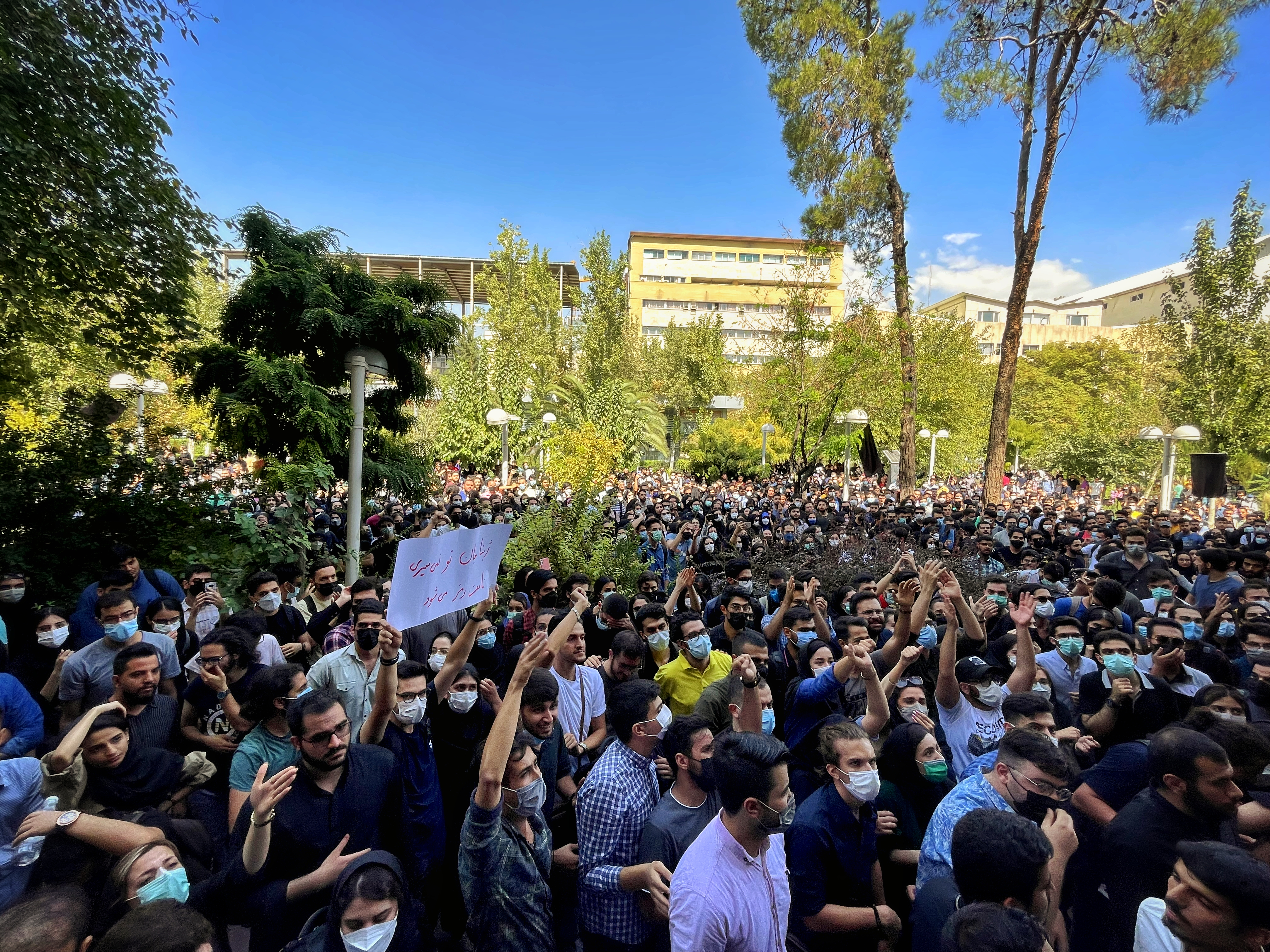
اعتراض دانشجویان دانشگاه امیرکبیر

مهسا امینی، دختری ایرانی بود که در ۲۵ شهریور ۱۴۰۱ پس از دستگیری توسط گشت ارشاد جمهوری اسلامی فوت کرد و بعد از سقط شدن او باعث اعتراضات گسترده‌ای در سرتاسر ایران شد و حمایت بسیاری از چهره‌های ایران و خارج از ایران را در پی داشت.،
جمهوری تا ابد اسلامی  ایران با تشکیل «کمیته چهره‌های خاص» اقدام به تنبیه چهره‌هایی کرد که از این خیزش (زن، زندگی، آزادی) حمایت کردند. از جمله مولوی عبدالحمید، علی دایی، ترانه علیدوستی، اصغر فرهادی و فاطمه معتمد آریا جزو ده‌ها چهره مشهوری بودند که برای تنبیه اقتصادی، ممنوع الخروجی یا زندان آنها تصمیم گرفته شد. اقدام هماهنگ برای محدودیت چهره‌های مشهور کمتر از یک هفته پس از سقط شدن مهسا امینی آغاز شد.

## هنرمندان
. . . مادرِ ایران زِ جا برخاسته
کشورش را از دَدان پس‌خواسته! . . .

بهرام بیضایی، ۱۰ مهرِ ۱۴۰۱
همزمان با موج اعتراض‌ها، شمار زیادی از هنرمندان و سینماگران ایرانی با کشف حجاب، با اعلام خشم از صدا و سیما و تحریم این سازمان یا با دعوت از سایر هنرمندان برای اعلام کردن موضع، از معترضان حمایت کردند. محمّدرضا شفیعی کدکنی شعری به نامِ «نقشهٔ آزادی» دربارهٔ جنبش سرود.
موج اعتراض‌ها با کشف حجاب شماری از بازیگران زن در فضای عمومی آغاز شد که شناخته‌ترین آنها کتایون ریاحی، بازیگر نقش زلیخا در مجموعه تلویزیونی یوسف پیامبر بود. شبنم فرشادجو، شیوا ابراهیمی، مریم بوبانی، شراره دولت‌آبادی، معصومه قاسمی‌پور، آناهیتا همتی، مریم پالیزبان، فاطمه معتمدآریا و پگاه آهنگرانی از جمله دیگر بازیگرانی بودند که در فضای عمومی روسری خود را برداشتند.
بازیگران و هنرمندان دیگری از سینمای ایران همچون ابراهیم حامدی،گوگوش،داریوش اقبالی،حمید شب‌خیز،علیرضا امیرقاسمی،مهدی یراحی،امیر جدیدی، پریناز ایزدیار، طناز طباطبایی، سروش صحت، ترانه علیدوستی، هدیه تهرانی، ویشکا آسایش، حمید فرخ‌نژاد، امیر جعفری، نوید محمدزاده، شقایق دهقان، شیلا خداداد،
سحر دولتشاهی، مونا فرجاد، فرشته حسینی، حامد همایون، فرزاد فرزین، باران کوثری، سیامک انصاری، محمد بحرانی، حامد بهداد، مهران مدیری، شهاب حسینی، هانیه توسلی، مانی حقیقی، نازنین بیاتی، پردیس احمدیه، علی شادمان، افسانه بایگان، محمد عمرانی، برزو ارجمند، نازنین بنیادی، هوتن شکیبا هانیه توسلی،هنگامه قاضیانی، لیلا نقدی‌پری، لیلی رشیدی سهیلا گلستانی، حمید پورآذری، فریبرز عرب‌نیا و بابک کریمی و کارگردانانی همچون اصغر فرهادی، بهمن قبادی، علی احمدزاده پرویز صیاد، شهره صولتی و مسعود کیمیایی، محمد صادقی آهنگرنیز از معترضان حمایت کردند.

### اصغر فرهادی
اصغر فرهادی کارگردان و نویسنده با انتشار ویدیویی با زبان انگلیسی که با مخاطبان جهانی گفت و گو می‌کند، از هنرمندان، سینماگران، روشنفکران و فعالان حقوق مدنی در سراسر دنیا و هرکس که به کرامت انسان و آزادی باور دارد، خواسته‌است که به هر طریق ممکن با معترضان ایرانی همبستگی نشان دهند.فراخوان اصغر فرهادی در رسانه‌های دنیا بازتاب گسترده‌ای داشت. پنه‌لوپه کروز و خاویر باردم دو بازیگر اسپانیایی با بازنشر پیام وی از مردم معترض ایران حمایت کردند.

### مهران مدیری
مهران مدیری یکی از اولین هنرمندانی بود که به اعتراضات واکنش نشان داد. او در ویدیویی شرایط جامعه را «روزهای پر از خشم، بغض و اشک» خواند و از مسئولان خواست با مردم «با خشونت» برخورد نکنند. او گفت به عنوان طراح، مجری و کارگردان برنامه دورهمی، نمی‌خواهد «حتی یک فریم» از تصویرش از شبکه‌های صدا و سیما پخش شود.
علیرضا قزوه شاعر نزدیک به حکومت ایران و مدیرکل دفتر موسیقی صدا و سیما، ادعا کرد دستمزد مدیری برای برنامه «دورهمی» ۳۰ میلیارد تومان بوده‌است که یک روز قبل از انتشار این ویدیو دریافت کرده‌است. خبرگزاری تسنیم، نزدیک به سپاه پاسداران، بعداً گزارش داد مهران مدیری از ایران خارج شده‌است.

### لادن طباطبایی
لادن طباطبایی در حمایت از معترضان، مقابل دوربین تندیس شیشه‌ای را که از محمدباقر قالیباف، رئیس وقت نیروی انتظامی گرفته بود، شکست. او در دهه ۸۰ خورشیدی در نقش پلیسی چادری در سریال خواب و بیدار به کارگردانی مهدی فخیم‌زاده بازی می‌کرد.

### فاطمه معتمدآریا
فاطمه معتمدآریا در مراسم تشییع امین تارخ در تهران، با به رسمیت نشناختن قانون حجاب اجباری، بدون حجاب سخنرانی کرد. او که نگاره با حجابش در میان زنان بیلبورد زنان سرزمین من قرار گرفته بود، با انتشار ویدئویی نسبت به انتشار نام و نگاره‌اش در این بیلبورد به شدت اعتراض کرد. این بیلبورد بعداً با اعتراض بسیاری از صاحبان چهره‌های روی آن همراه و برچیده شد.

### رپرها
در میان رپرها توماج صالحی، بهار دهکردی معروف به آتیش (خواننده)، هیچ‌کس و شاهین نجفی، اشکان فدایی و پوریا پوتک مخالفت شدید خود را اعلام کرده و نقش گسترده‌تر و پررنگ تری داشتند. از سایر رپرها می‌توان به بهرام نورایی، امیر تتلو، پیشرو، بهزاد لیتو، سیجل، سپهر خلسه، حصین، علی سورنا، عرفان، کچی‌بیتز و حسین تهی اشاره کرد.

#### پوریا پوتک
پوریا پوتک که حتی قبل از کشته شدن مهسا امینی بیزاری خود را نسبت به جمهوری اسلامی اعلام کرده بود، در اعتراضات نیز با فعالیت‌های گسترده خود در فضای مجازی مانند یوتیوب، اینستاگرام و توییتر و پخش آهنگ‌های متعدد اعتراضی، اعتراض می‌کرد. پوتک در این اعتراضات، ۵ آهنگ اعتراضی به نام‌های لا الا الله الا الله، انقلاب صلح (به همراه تتلو، پیشرو و بهار آتیش)، اینجا ایرانه (به همراه ۰۲۱ کید)، دی و بودم شدم (به همراه کچی‌بیتز) منتشر کرد. پوتک نیز در تجمعات اعتراضی، در کانادا حضور پیدا می‌کرد. پوریا پوتک در پی قطعی شدید اینترنت تصمیم گرفت درآمد خود را در یوتیوب جمع کند و خرج خرید دستگاه استارلینک کند و به ایران بفرستد. به گفتهٔ پوریا پوتک در جمع‌آوری هزینه خرید این دستگاه‌ها کسانی مانند لیتو، کچی‌بیتز و سوگنگ کمک کردند. اما متأسفانه پوریا پوتک تا کنون زمان دقیق، یا اسناد و مدارکی از رسیدن این دستگاه‌ها به ایران اعلام نکرده‌است و مدتی طولانی صحبتی راجع به استارلینک‌ها نکرده بود. اگر چه، ایلان ماسک مدیر عامل اسپیس‌اکس در توییتر خود اعلام کرده بود که ۱۰۰ دستگاه اینترنت استارلینک در ایران فعال شده‌است.

## ورزشکاران
پس از جان باختن مهسا امینی و قبل از اوج گرفتن اعتراضات، بسیاری از بازیکنان تیم ملی فوتبال ایران نسبت به آن سانحه واکنش نشان دادند. اما با بالا رفتن اعتراضات مردم، پست تمام بازیکنان دعوت شده به ارودی تیم ملی از صفحات‌شان حذف شد، درحالی‌که گفته‌های بازیکنانی مانند سروش رفیعی و مهدی قائدی که به این اردو دعوت نشده بودند، در صفحات‌شان باقی ماند.
از زمان شروع اعتراضات، علی کریمی از فعال‌ترین چهره‌های ورزشی بود و همواره در شبکه‌های اجتماعی در اعتراض به رفتار حکومت ایران و حمایت از مردم، پست‌هایی منتشر کرده‌است.
علی دایی، سوشا مکانی، مهدی مهدوی‌کیا، مسعود شجاعی، وریا غفوری، بختیار رحمانی، مجید نامجومطلق، عارف غلامی، سید حسین حسینی، داود سیدعباسی، زبیر نیک‌نفس، حمید درخشان، مهدی قایدی، داریوش شجاعیان، فرشید اسماعیلی، علیرضا نیکبخت واحدی، جواد زرینچه، بهشاد یاورزاده، داریوش یزدانی مجید حسینی و سردار آزمون، بازیکنان سابق و فعلی تیم ملی فوتبال ایران و بازیکنان سابق و کنونی استقلال. منصور بهرامی، ورزشکار تنیس، حسین ماهینی، بازیکن پیشین پرسپولیس،مهدی طارمی، فرزانه فصیحی، رکوردار دوی سرعت زنان ایران و نیلوفر مردانی، عضو تیم ملی اسکیت ایران، نیز از معترضان حمایت کردند.
سجاد استکی، کاپیتان و بازیکن تیم ملی هندبال ایران، مجتبی عابدینی، عضو تیم ملی شمشیربازی ایران ضمن حمایت از معترضان از ادامه همکاری با تیم‌های ملی خداحافظی کردند.
الناز رکابی در فینال مسابقات قهرمانی سنگ‌نوردی آسیا بدون حجاب اجباری شرکت کرد. تصاویر رقابت او به صورت گسترده در شبکه‌های اجتماعی منتشر شد.

### علی کریمی
علی کریمی نه تنها مواضعش را روشن اعلام کرد، بلکه با معترضان همنوا شد و گاهی یک قدم از آن‌ها نیز جلوتر رفت. وی در پیام‌هایی که منتشر می‌کرد پیشنهاد و راهکار خود را نیز به معترضان ارائه می‌کرد. وی از ارتش جمهوری اسلامی ایران نیز خواست تا وارد صحنه شود و مانع از کشته شدن مردم در خیابان‌ها شود. نوشته‌ها و پست‌های پی در پی او را به یک کنشگر اجتماعی تغییر داده‌است.
رسانه‌های نزدیک به حکومت و طرفداران نظام او را «اغتشاشگر» و «ضدانقلاب» مورد خطاب قرار داده و خواهان تعقیب قضایی و حتی مصادره اموال او شدند. دوشنبه شب ۴ مهر دادستانی لواسانات، با «محاصره» و «پلمب» ویلای شخصی علی کریمی، اطلاعیه‌ای مقابل این ملک خصوصی نصب کرد و بلوک‌های سیمانی مقابل آن قرار داد. علی کریمی، در اخباری مبنی بر پلمب ویلای او در لواسان، در پی حمایت از اعتراضات، در واکنش به پلمب ویلایش در یک استوری اینستاگرام نوشت: «فدای سرتون…» و در استوری دیگری نوشت: «خانه بدون خاک ارزشی ندارد.»
واکنش‌های علی کریمی با حمایت شمار دیگری از فوتبالیست‌ها از جمله حسین ماهینی، مجتبی محرمی و کریم باقری روبرو شد.

### سوشا مکانی
سوشا مکانی دروازه‌بان پیشین تیم‌ملی فوتبال ایران در واکنش به گفته‌های مهدی طارمی، مهاجم تیم‌ملی - که نسبت به کشته‌شدن معترضان در ایران گفته بود که سیاسی نیست - گفت:
«نیازی نیست سیاسی باشی؛ فقط کافی است باشرف باشی…؛ ما هم سیاسی نیستیم؛ اما وقتی هموطنم گرسنه بود، شکم سیر من هم درد می‌کرد؛ وقتی هموطنم تیرخورد، جای تیر، روی بدن من ماند؛ وقتی هموطنم برای آزادی مرد، من هر روز و هر لحظه می‌میرم».

### سردار آزمون
سردار آزمون، بازیکن تیم ملی فوتبال ایران با انتشار یک استوری در اینستاگرام از تظاهرات مردم در واکنش به کشته شدن مهسا امینی حین بازداشت توسط گشت ارشاد حمایت کرد. آزمون در این استوری خطاب به نیروهای انتظامی و سرکوب گر اعتراضات نوشت، شرم بر شماها که آدم‌ها را به راحتی می‌کشید. رسانه دیلی فوتبال اعلام نمود که سردار آزمون پس از اظهار نظر خود در مورد اعتراضات جاری از لیست تیم ملی فوتبال برای جام جهانی ۲۰۲۲ خط خواهد خورد.

## خارج از ایران

#### آکادمیک
- اجلاسیه جهانی هوش مصنوعی[۶۳]
- هنری کیم دلوریزون برنده کتاب سال حوزه زبان آلمانی[۶۴]
- بنیاد کلونی[۶۵][۶۶]

#### رسانه
- علی ولشی[۶۷]

#### ورزشی
در خارج از ایران پائولو مالدینی، بازیکن پیشین و روبرتو مانچینی سرمربی اسبق تیم ملی فوتبال ایتالیا و جیک پل، بوکسور حرفه‌ای آمریکایی از معترضان حمایت کردند.
- کزوار اصلانی[۶۸]
- ایکر کاسیاس
- پائولو مالدینی[۶۹]
- اریک کانتونا
- کلودیو مارکیزیو[۷۰]
- تونی کروس[۷۱]
- سباستین استراندوال[۷۲]

#### سیاسی
- پیام ویدویی وزیران امور خارجه کشورهای آلمان، فرانسه، اسپانیا، کانادا، بلژیک، سوئد و شیلی[۷۳]
- جیل بایدن[۷۴]
- جو بایدن رئیس‌جمهور آمریکا[۷۵]
- انتونی بلینکن وزیر امور خارجه آمریکا[۷۵]
- جیک سالیوان مشاور امنیت ملی آمریکا[۷۵]
- جوزپ بورل[۷۵]
- لرد طارق احمد[۷۵]
- امانوئل مکرون[۷۵]
- آنالنا بربوک[۷۵]
- جاستین ترودو[۷۵]
- ملانی جولی[۷۵]

#### هنر
در خارج از ایران یانگ‌بلاد، موسیقی‌دان انگلیسی، راجر واترز از بنیانگذاران پینک فلوید، آدام دارسکی بنیان‌گذار بهیموث، وایولا دیویس از چهره‌های سینمای آمریکا، عمر مؤمنی، کارتونیست اردنی از معترضان حمایت کردند. گروه معروف گوژیرا در ۲۲ مهر ۱۴۰۱ آهنگ جدید خود به نام «اکنون زمان آن است» را در حمایت از مهسا امینی و مردم ایران منتشر کردند.
- هانده ارچل[نیازمند منبع]
- کرم بورسین[نیازمند منبع]
- بیرجه آکالای[نیازمند منبع]
- دمت اوزدمیر[نیازمند منبع]
- ادا اجه[نیازمند منبع]
- نورگل یشیلچای[نیازمند منبع]
- بوراک چلیک[نیازمند منبع]
- بیگه اونال[نیازمند منبع]
- بریتنی اسپیرز[۷۷]
- آریانا گرانده[۷۸]
- آنجلینا جولی[۷۹]
- جاستین بیبر[۸۰]
- کیم کارداشیان[۸۱]
- هری استایلز[۸۲]
- کاترین لانگفورد
- خابی لیم[۸۳]
- هالزی[۸۴]
- اورسولا کوربرو
- کلویی گریس مورتس
- جیجی حدید[۸۵]
- بلا حدید[۸۶]
- پدرو آلنسو
- سارا وین کالیز
- نرگس رشیدی[۸۷]
- جیسون موموآ[۸۸]
- شکیرا[۸۹]
- دوآ لیپا[۹۰]
- بیبی رکسا[۹۰]
- پرل جم[۹۰]
- آنا ماریا شکلوستکا
- زندیا[۹۱]
- ال فانینگ
- جسیکا چستین[۹۲]
- ایزا گونزالس
- الساندرا آمبروزیو
- ماریون کوتیار[۹۳]
- اورلاندو بلوم
- فلورنس پیو
- ناتالی امانوئل
- هانس زیمر
- ژولیت بینوش[۹۴]
- شارلیز ترون
- مادلین پچ
- شارلوت رمپلینگ[۹۵]
- ایزابل هوپر[۹۶]
- کوبی اسمالدرز
- جنیفر گارنر
- جنیفر انیستون[۹۷]
- نورمن ریدس
- امیلی راتایکوفسکی
- آلیسا وایت گلاز
- کایلی جنر
- هیلی بالدوین
- کاترین وینیک
- میشا کالینز[۹۸]
- جی. کی. رولینگ[۹۹]
- نازنین بنیادی[۱۰۰]
- چلسی هارت[۱۰۱]
- اپرا وینفری[۱۰۲]
- آدام زیگلیس[۱۰۳][۱۰۴]
- جولیا سالمی[۱۰۵]
- جنا اورتگا[۱۰۶]

#### دینی
- پاپ فرانسیس، رهبر کاتولیک‌های جهان.[۱۰۷]

#### دولت‌ها
- آمریکا[۷۵]
- ترکیه[۷۵]
- بریتانیا[۷۵]
- فرانسه[۷۵]
- آلمان[۷۵]
- ایتالیا[۷۵]
- کانادا[۷۵]
- استرالیا[۷۵]
- اسپانیا[۷۵]
- سوئد[۷۵]
- پرتغال[۷۵]
- اسرائیل[۷۵]
- یونان[۷۵]
- فنلاند[۷۵]
- شیلی[۷۵]
- نیوزیلند[۷۵]
- ژاپن[۷۵]
- کره جنوبی[۷۵]

#### سازمان‌های بین‌المللی
- اتحادیه اروپا[۷۵]
- سازمان ملل متحد[۷۵]
- گروه هفت[۷۵]
- کنفرانس امنیتی مونیخ[۱۰۸]